# Excelsiorhaus

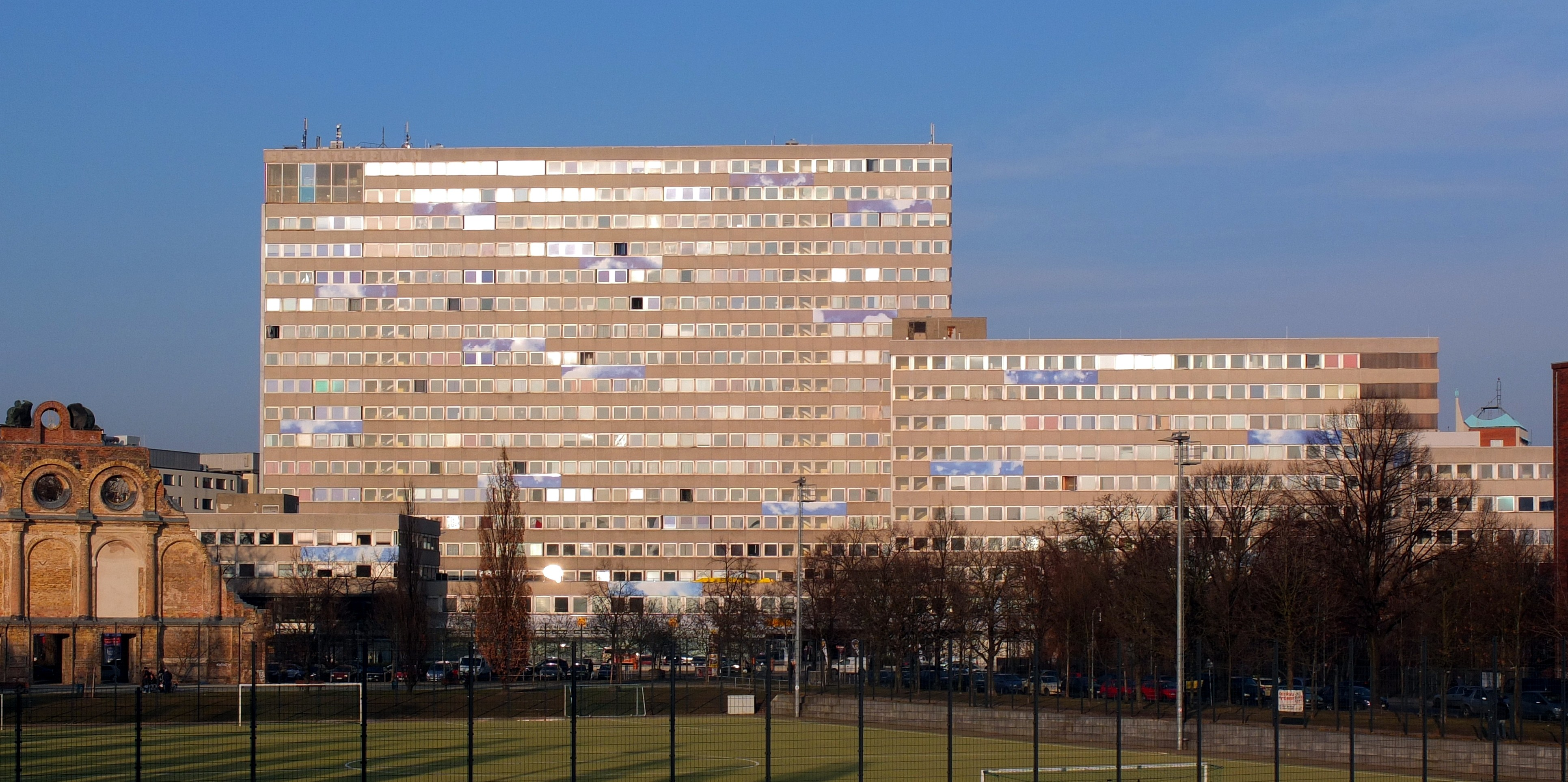
Das Excelsiorhaus vom nahegelegenen Tempodrom aus gesehen. Links im Vordergrund das Eingangsportal des im Zweiten Weltkrieg zerstörten Anhalter Bahnhofs.

Das Excelsiorhaus ist ein Wohn- und Geschäftsgebäude im Berliner Ortsteil Kreuzberg in der Stresemannstraße 68–78. Es wurde ab 1965 als Appartementhaus nach New Yorker Vorbild von dem Berliner Architekturbüro Sobotka und Müller geplant und 1966–1968 für die Excelsior Tankstellen GmbH & Co. KG errichtet. Die Gesellschaft gehörte dem Investor Artur Pfaff. Die Baukosten beliefen sich nach anfänglichen Finanzierungsschwierigkeiten auf rund 50 Millionen Mark (kaufkraftbereinigt in heutiger Währung: rund 113,6 Millionen Euro). Das Gebäude ist 59,7 m hoch und verfügt über 18 Stockwerke und 33.203 m² Nutzfläche, darunter 506 Wohnungen sowie 39 Gewerbeeinheiten. Eigentümer ist seit Sommer 2011 die Holdinggesellschaft des Finanzinvestors Nicolas Berggruen. Der Name bezieht sich auf das Hotel Excelsior, das vor dem Zweiten Weltkrieg an der Stelle stand und als eines der größten Hotels Kontinentaleuropas galt.

## Nutzung
Im 16. und 17. Stockwerk des Excelsiorhauses befinden sich Räume für eine gastronomische Einrichtung. Sie sind innen über eine Wendeltreppe miteinander verbunden und über einen gläsernen Außenaufzug zu erreichen, der an der nördlichen Fassade des Gebäudes ohne Zwischenhalt zwischen dem Erdgeschoss und dem 16. Stockwerk verkehrt. Der Panorama-Aufzug war bei der Eröffnung des Excelsiorhauses der erste seiner Art in West-Berlin und galt als Attraktion. In den ersten Jahren nutzte das kanadische Restaurant Saskatchewan die Räume. Dessen weithin sichtbare Leuchtreklame gab dem Excelsiorhaus zunächst den Spitznamen „Saskatchewan-Hochhaus“.
Wegen der Höhe des Gebäudes und der Nähe zur damaligen Berliner Mauer betrieb der US-amerikanische Geheimdienst CIA in den Räumen Berichten zufolge zudem einen Horchposten. Später nutzte die Diskothek Turn Tower die Räume, die sich in den 1980er Jahren insbesondere in der West-Berliner Kunstszene großer Beliebtheit erfreute. Nach mehreren Jahren Leerstand eröffnete in den Räumen im Dezember 2005 die Solar Bar.
Im Erdgeschoss des Excelsiorhauses befand sich bis Anfang der 2010er Jahre eine Bundeskegelbahn sowie für kurze Zeit das Café Europa, in dem man auch Autos erwerben konnte. 2014 eröffnete im Erdgeschoss eine Filiale der Supermarkt-Kette Lidl. Seit 2019 befindet sich in den Kellerräumen das Basement Boulderstudio.
Unter dem Excelsiorhaus wurde 1976 ein Schutzraum für rund 3100 Personen eröffnet. Er verfügt über Sanitätsräume, eine Suppenküche, 40 Toiletten und Waschbecken sowie über eine eigene Brunnenanlage in 60 m Tiefe. Das Notstromaggregat wird mit Diesel betrieben und benötigt 50 Liter pro Stunde. Die Tanks fassen bis 27.000 Liter, sodass die Insassen in der Anlage bis zu 14 Tage Schutz finden.

## Besonderheiten
- Die Metallfenster des Excelsiorhauses öffnen sich nicht wie üblich flügelartig zu beiden Seiten, sondern sind oben und unten in der Mitte befestigt und drehen sich daher um die senkrechte Mittelachse. Die Außenseite der Fenster kann so zum Putzen nach innen gedreht werden, was die Reinigung erheblich erleichtert.[2]
- Seit 2013 befindet sich an der Fassade des Excelsiorhauses zur Stresemannstraße eine Kunstinstallation. Sie besteht aus länglichen Tafeln, die über die Fassade verteilt sind und auf die ein verpixelter Wolkenhimmel aufgedruckt ist.
- Im Oktober 2017 wurde auf den 51. Hofer Filmtagen die Rommel-Film-Produktion Berlin Excelsior uraufgeführt. Regisseur Erik Lemke – selbst Bewohner des Hauses – konzentriert sich auf den Nachkriegsbau, dessen ständiges Auf und Ab zwischen hochfliegenden Plänen und Zwangsversteigerung durch Archivaufnahmen des SFB im Film angedeutet wird. Porträtiert werden Bewohner des Hauses, „die erfolglos die Glücksversprechen unserer Gesellschaft einzulösen versuchen“,[9] wobei die Kamera von André Krummel scheinbar unbemerkt selbst an intimsten Lebenssituationen teilnimmt. Der fast ausschließlich im Excelsiorhaus aufgenommene Dokumentarfilm gehört zu den wenigen Filmen seiner Gattung, die auf Interviews und Off-Kommentar verzichten.
- Am 2. Juli 2014 kam es im Excelsiorhaus zu einem brutalen Mordfall, der national Aufmerksamkeit erregte.[10] Das Opfer wurde mit 67 Messerstichen getötet.[11] Nach Medienberichten handelte es sich um eine Beziehungstat.[12]